# Carl Naughton
Carl Naughton (* 1970 in  Croydon) ist ein deutsch-englischer Sach- und Fachbuchautor, Linguist und pädagogischer Psychologe.

## Leben
Naughton studierte Germanistik, Romanistik und Theaterpädagogik. Er absolvierte sein Studium an der Westfälischen Wilhelmsuniversität in Münster mit dem Abschluss zum Magister Artium (M.A.) im Jahr 2000. Anschließend promovierte er summa cum laude an der Universität zu Köln in den Fächern Linguistik, pädagogische Psychologie und Romanistik zum Thema „Wahrheit auf der Bühne“ (2005).
Naughton forschte und lehrte von 2000 bis 2010 an der Humanwissenschaftlichen Fakultät der Universität zu Köln. Lehrveranstaltungen gab er am Lehrstuhl von Hermann Rüppell im Bereich der pädagogischen Psychologie. Im Zentrum seiner Forschung stand dabei, wie Menschen leichter lernen, welche Faktoren helfen, Informationen leichter zu verarbeiten, und welche Medien dabei entweder hilfreich oder störend wirken. Zusammen mit Gertrud Kemper und Hermann Rüppell erarbeitete er unter anderem eine Methode, das Arbeitsgedächtnis zu trainieren. Mit Gertrud Kemper entwickelte er außerdem das Konzept der „Visuellen Rhetorik“ weiter, das Kommunikation mit PowerPoint visuell, assoziativ und abruffreundlich aufbereitet. Gemeinsam entwickelten sie das „Behaltens-Quintett“. Es besteht aus fünf kognitionspsychologisch fundierten Regeln für sichere und effektive Wissensvermittlung.
Naughton forschte und veröffentlichte in neuerer Zeit zum Thema „Neugier“. Er ist seit der Gründung im Jahre 2016 Mitglied im „Merck Curiosity Council“, an dem deutsche und internationale Wissenschaftler wie Todd Kashdan (USA), Kunlin Wei (China) oder Andreas Steinle (Deutschland) beteiligt sind. Gemeinsam mit der Merck-Gruppe entwickelt der Council Interventionen zum „Neugiermanagement“ und stellt diese Interventionen anderen Unternehmen zur Verfügung. Naughton entwickelt evidenzbasierte Interventionen zur Stärkung der vier Dimensionen der Neugier (Wissbegierde, Offenheit für andere Ideen, Anspannungstoleranz und kreatives Problemlösen).
Ferner forscht Naughton zum Thema „Digitalisierte Arbeitswelt“. Im Rahmen einer „Digitalisierungs-Studie“ ging er der Frage nach, welche mentalen Fähigkeiten Arbeitnehmer entwickeln sollten, um den technischen und psychischen Belastungen im Rahmen digitalisierter Arbeit zu begegnen.
Aktuell forscht Naughton zum Thema Cyber Psychology – wie digitale Medien therapeutisch nutzbar sind.
Naughton ist darüber hinaus Gründer der Braincheck GmbH sowie amtlich zugelassener Heilpraktiker Psychotherapie, zertifiziert in Kognitiver Verhaltenstherapie. Er ist Mitglied im American Board for Hypnotherapy, ABTLT (American Board for Time Line Therapy) und im Presseclub Wiesbaden.

## Veröffentlichungen
Bücher
- Neugier. So schaffen Sie Lust auf Neues und Veränderung, Econ Verlag, Berlin 2016. ISBN 978-3-43020-209-1.
- Denken lernen. Entscheiden, urteilen, Probleme lösen – ohne in die üblichen Denkfallen zu tappen, GABAL Verlag, Offenbach 2015. ISBN 978-3-86936-334-9.
- Weltenspringer. Ein linguistisch-integratives Modell zum Umgang mit der Gerichtetheit sprachlicher Äußerungen in möglichen Welten, Peter Lang Verlag, Frankfurt 2006. ISBN 978-3-63155-186-8.
- mit Steinle, Andreas: Neugier-Management. Treibstoff für Innovation. Verlag Zukunftsinstitut, Frankfurt 2016. ISBN 978-3-93828-491-9.
- mit Schuldt, Christian, u. a.: Digitale Erleuchtung. Alles wird gut. Verlag Zukunftsinstitut, Frankfurt 2016. ISBN 978-3-94564-732-5.
- mit Neumann, Sebastian, u. a.: Reiseführer Digitalisierung. Verlag Zukunftsinstitut, Frankfurt 2017. Herausgegeben von der Handelskammer Österreich.

Buchbeiträge
- mit Kemper, Gertrud: Rettungsschwimmer in der Folienflut. In: Hanser, Hartwig (Hrsg.): Besser Denken, Moderne Verlagsgesellschaft mvg, München 2007. ISBN 978-3-63606-312-0.
- mit Kemper, Gertrud: Behalten statt abschalten. In: Enkelmann, Nikolaus (Hrsg.): Die besten Ideen für erfolgreiche Rhetorik, GABAL Verlag, Offenbach 2011. ISBN 978-3-86936-238-0.
- mit Kemper, Gertrud: Mal mir ein Bild mit Worten. In: Reiter, Hans-Peter (Hrsg.): Handbuch Hirnforschung und Weiterbildung, Beltz Verlag, Weinheim 2017. ISBN 978-340736629-0
- mit Fremer, Torsten: MEINS. Partizipative Events – von der Teilnahme zur Teilhabe. In: Bühnert, Claus und Luppold, Stefan (Hrsg.) Praxishandbuch Kongress-, Tagungs- und Konferenzmanagement. Springer/Gabler Verlag, Wiesbaden 2017. ISBN 978-3-658-08308-3.